# Plave (banda)
Plave (플레이브 (); estilizado en mayúsculas) es una banda virtual surcoreana masculina  formada por Vlast. El grupo está compuesto por cinco integrantes: Yejun, Noah, Hamin, Eunho y Bamby.

## Nombre
El nombre "Plave" es una palabra compuesta que combina Play + Rêve (sueño)  simbolizando su deseo de crear un nuevo espacio para lograr sus sueños.

## Historia

### 2022–2023: Introducción y debut oficial
Plave fue lanzado a través de una transmisión en vivo en su cuenta de YouTube oficial y Twitch el 15 de septiembre de 2022. El grupo hizo su debut oficial el 12 de marzo de 2023, con el lanzamiento de su primer álbum single Asterum, un espacio misterioso que existe entre Caelum y Terra donde se encuentran con sus fans, según la cosmovisión de Plave.
El segundo EP del grupo, Asterum: The Shape of Things to Come alcanzó un millón de transmisiones en 13 horas, y un total de 1,7 millones de transmisiones en 24 horas después de su lanzamiento y entró en el Salón de la Fama de Melon. El 17 de noviembre de 2023, se anunció que el grupo fue nominado para el Novato del Año en los Melon Music Awards.
Durante una transmisión en vivo el 12 de septiembre de 2023, los miembros anunciaron que se unirían a Weverse, subsequently opening an official fan club membership through the application at the start of 2024. Plave es la primera banda virtual en unirse a dicha plataforma.

### 2024–presente: Primer aniversario y concierto de fans
El 26 de febrero de 2024, su segundo miniálbum Asterum: 134-1 fue lando, este vendió 221,151 álbumes en físico el día de apertura y 569,289 copias en una semana, lo que fue un nuevo récord para la banda. La pista  "Way 4 Luv" ganó el primer lugar en dos shows coreanos semanales, Show Champion, y Show!Music Core, convirtiéndolos en el primer grupo de ídolos en la historia en ganar estos premios.
Plave celebró su aniversario de debut el 12 de marzo de 2024 con una transmisión de Youtube ganando 35,000 espectadores de todo el mundo. A modo de celebración, una tienda pop-up con la temática de su canción "Way 4 Luv" se abrió por dos semanas, a principos de marzo de 2024 en The Hyundai Seoul, Corea del Sur.
Dieron su primer concierto de fans del 13 al 14 de abril del 2024 en el Olympic Hall, Seoul, South Korea.

## Miembros
- Yejun (예준) –líder, vocalista y productor[16][17]
- Noah (노아) – vocalista, productor[16][17]
- Hamin (하민) – rapero, bailarín,[18] coreógrafo[19][17]
- Eunho (은호) – rapero, vocalista,[20] productor[16][17]
- Bamby / Bonggu (밤비 / 봉구) – vocalista, bailarín,[21] coreógrafo[19][17]

| Título                               | Detalles                                                                                      | Posiciones en pico | Posiciones en pico | Ventas                       | Certificaciones                                |
| Título                               | Detalles                                                                                      | KOR                | JPN                | Ventas                       | Certificaciones                                |
| ------------------------------------ | --------------------------------------------------------------------------------------------- | ------------------ | ------------------ | ---------------------------- | ---------------------------------------------- |
| Asterum: The Shape of Things to Come | - Publicado: 24 de agosto de 2023 - Agencia: Vlast - Formato: CD, descarga digital, streaming | 2                  | —                  | - KOR: 306,098               | - KMCA: Platino                                |
| Asterum: 134-1                       | - Publicado: 26 de febrero de 2024 - Label: Vlast - Formato: CD, descarga digital, streaming  | 1                  | 9                  | - KOR: 737,474 - JPN: 10,541 | - KMCA: Platino - KMCA: Platino[upper-alpha 1] |

### Sencillos
| Título  | Detalles                                                                                      | Posiciones más altas | Ventas         |
| Título  | Detalles                                                                                      | KOR                  | Ventas         |
| ------- | --------------------------------------------------------------------------------------------- | -------------------- | -------------- |
| Asterum | - Publicado: 12 de marzo de 2023 - Agencia: Vlast - Formatos: CD, digital download, streaming | 10                   | - KOR: 190,685 |

| Título                            | Año  | Posiciones más altas | Posiciones más altas | Posiciones más altas | Album                                |
| Título                            | Año  | KOR                  | KOR Songs            | WW Excl. US          | Album                                |
| --------------------------------- | ---- | -------------------- | -------------------- | -------------------- | ------------------------------------ |
| "Wait for You" (기다릴게)         | 2023 | —[upper-alpha 2]     | 15                   | —                    | Asterum                              |
| "Why?" (왜요 왜요 왜?)            | 2023 | 87                   | —                    | —                    | Asterum: The Shape of Things to Come |
| "The 6th Summer" (여섯 번째 여름) | 2023 | 69                   | 6                    | —                    | Asterum: The Shape of Things to Come |
| "Merry PLLIstmas"                 | 2023 | 6                    | 4                    | —                    | Asterum: 134-1                       |
| "Way 4 Luv"                       | 2024 | 6                    | 2                    | 196                  | Asterum: 134-1                       |
| "Pump Up the Volume!"             | 2024 | 1                    | 1                    | 143                  | Sencillo                             |

### Otras canciones
| Título                         | Año  | Posiciones en pico | Posiciones en pico | Álbum                                |
| Título                         | Año  | KOR                | KOR Songs          | Álbum                                |
| ------------------------------ | ---- | ------------------ | ------------------ | ------------------------------------ |
| "Pixel World"                  | 2023 | —[upper-alpha 3]   | —                  | Asterum                              |
| "I Just Love Ya"               | 2023 | 135                | —                  | Asterum: The Shape of Things to Come |
| "Dear. PLLI"                   | 2023 | 137                | 24                 | Asterum: The Shape of Things to Come |
| "Watch Me Woo!"                | 2024 | 41                 | 5                  | Asterum: 134-1                       |
| "Virtual Idol" (버추얼 아이돌) | 2024 | 47                 | 8                  | Asterum: 134-1                       |
| "From"                         | 2024 | 48                 | 4                  | Asterum: 134-1                       |
| "Our Movie" (우리 영화)        | 2024 | 44                 | 3                  | Asterum: 134-1                       |

## Conciertos
- Plave The 1st Fan Concert 'Hello, Asterum!' (13 & 14 de octubre de 2024)
- Plave Fan Concert 'Hello, Asterum! Encore' (5 & 6 de octubre de 2024)

## Participación en conciertos
- Idol Radio Live en Seúl (23 de septiembre de 2023) [Canción presentada 'The 6th Summer' & 'Why?')
- Hanteo Music Awards 2024 (17 de febrero de 2024) [Canción presentada 'The 6th Summer')
- Weverse Con 2024 (16 de junio de 2024) [Song Performed 'Why?', 'Watch Me Woo!' & 'Way 4 Luv')
- Show! Music Core en Japón 2024 (30 de junio de 2024) [Canción presentada 'Way 4 Luv' & 'Virtual Idol')

## Premios y nominaciones
| Ceremonia de premiación      | Año  | Categoría                                    | Nominado(s) | Resultados | Ref.   |
| ---------------------------- | ---- | -------------------------------------------- | ----------- | ---------- | ------ |
| Asia Star Entertainer Awards | 2024 | Mejor artista virtual                        | Plave       | Ganador    | [ 28 ] |
| Circle Chart Music Awards    | 2023 | Rookie del año – Oyentes únicos de Streaming | Plave       | Nominado   | [ 29 ] |
| The Fact Music Awards        | 2023 | TMA Best Music Award – Otoño                 | Plave       | Nominado   | [ 30 ] |
| The Fact Music Awards        | 2024 | Fan N Star Choice Award                      | Plave       | Ganador    | [ 30 ] |
| Golden Disc Awards           | 2023 | Premio a mejor artista                       | Plave       | Nominado   | [ 31 ] |
| Golden Disc Awards           | 2023 | Artista novato del año                       | Plave       | Nominado   | [ 32 ] |
| Hanteo Music Awards          | 2022 | Premio Whos Fandom                           | Plave       | Nominado   | [ 33 ] |
| Hanteo Music Awards          | 2023 | Rookie of the Year – Male                    | Plave       | Nominado   | [ 34 ] |
| Hanteo Music Awards          | 2023 | Special Award – Virtual Artist               | Plave       | Ganador    | [ 35 ] |
| Melon Music Awards           | 2023 | My Idol My Award: Best Alien Award           | Plave       | Ganador    | [ 36 ] |
| Melon Music Awards           | 2023 | Millions Top 10 Artist                       | Plave       | Nominado   | [ 37 ] |
| Melon Music Awards           | 2023 | Rookie del año                               | Plave       | Nominado   | [ 37 ] |
| Mubeat Global Choice         | 2023 | Mubeat Global Choice (Masculino)             | Plave       | Nominado   | [ 38 ] |
| Seoul Music Awards           | 2023 | New Wave Star Award                          | Plave       | Ganador    | [ 39 ] |
| Seoul Music Awards           | 2023 | Rookie Award                                 | Plave       | Nominado   | [ 40 ] |
| Universal Superstar Awards   | 2024 | Universal Super Rookie                       | Plave       | Ganador    | [ 41 ] |